# Reeps One
Reeps One (* 18. November 1989 als Harry Yeff in London, England) ist ein britischer Beatboxer, Webvideoproduzent, Komponist sowie Künstler für Musik und neuen Medien.

## Karriere
Reeps One nimmt aktuell an den Experimenten im Kunst und Technologie-Programm der Bell Labs teil, die zur Erforschung kreativer Anwendungen für Künstliche Intelligenz und maschinellem Lernen dient. In Zusammenarbeit mit Bell Labs und Simon Weldon schrieb Reeps One We Speak Music. Es handelt sich um einen Dokumentarfilm über den Höhepunkt eines musikalischen Schachspiels mit einer Aufführung der künstlich intelligenten Künstlerzwillinge, welche „Second Self“ genannt werden. Diese performen in dem internationalen, renommierten, schalllosen Labor, dem Bell Labs in Murray Hill, New Jersey.
Reeps One absolvierte 2019 seine dritte Künstlerresidenz an der Harvard-Universität und nimmt aktuell an den Experimenten im Kunst und Technologie-Programm an Bell Labs teil. Als Reaktion dazu arbeitet er an einer laufenden Untersuchung zur Evolution der menschlichen Stimme, Kunst und Technologie.
Yeff war im November 2018 ein Co-Autor des Artikels „Beatboxers and Guitarists Engage Sensorimotor Regions Selectively When Listening to the Instruments“ (Deutsch: Beatboxer und Gitarristen greifen beim Hören der Instrumente selektiv auf sensomotorische Regionen ein), welcher von der Oxford Akademie herausgegeben wurde.
Es gibt eine diverse Auswahl an Künstlern und Institutionen, besonders Damon Albarn, Mike Patton, das University College und die Vereinten Nationen mit denen Yeff zusammengearbeitet hat. Reeps One richtete und führte im Januar 2020 „Voices Of Light“ zum Abschluss des Jahrestreffens des Weltwirtschaftsforums durch. Spät in diesem Jahr, wurde Yeff zur Führung der 30-minütigen Abschlussvorstellung des ersten Tages von der GitHub Universe befragt. Es wurde A new virtuoso: when AI is both an opponent and a collaborator (Deutsch: Eine neue Virtuose: Wenn Künstliche Intelligenz sowohl ein Gegner als auch ein Gehilfe ist) genannt. Dabei spielte er fünf Stücke, in welchen er beatboxte und dabei mit syntaktischen Stimmen, die von maschinellen Lernmodellen erstellt wurden, interagierte.